# Nomen nescio
Nomen nescio (N.N.) je latinski izraz koji se koristi kako bi označili anonimnu ili neodređenu osobu. Dolazi od latinskih riječi nomen, (ime), i nescire, (ne znati). U prijevodu, ime nepoznato.
U nekim državama, kao što je Hrvatska, u pravosudnoj i policijskoj terminologiji, N.N. osoba ili N.N. počinitelj se koristi za imenovanje osobe koja još uvijek nije identificirana. Tako je na primjer moguće podnijeti kaznenu prijavu protiv N.N. osobe. Jedna od upotreba ovog izraza je zaštita identiteta osobe prilikom izvještavanja o nekom zločinu. U Nizozemskoj, policija osumnjičenom koji odbije reći svoje ime daje N.N. broj.
N.N. se često koristi u ispisima rezultata šahovskih partija, ne samo kada je sudjelovatelj partije zaista nepoznat, već i kada se slabiji igrač sreće s majstorom, na primjer u simultankama.

## Poveznice
- Ivan Ivanovič